# Salvador Viniegra
Salvador Viniegra y Lasso de la Vega (Cádiz, 23 de noviembre de 1862-Madrid, 29 de abril de 1915) fue un pintor historicista y mecenas español.

## Biografía

### Inicios
Comenzó estudiando Derecho, pero pronto se decidió a ser pintor, accediendo a la Escuela de Bellas Artes de Cádiz, donde fue discípulo de Ramón Rodríguez Barcaza y José Pérez Jiménez.

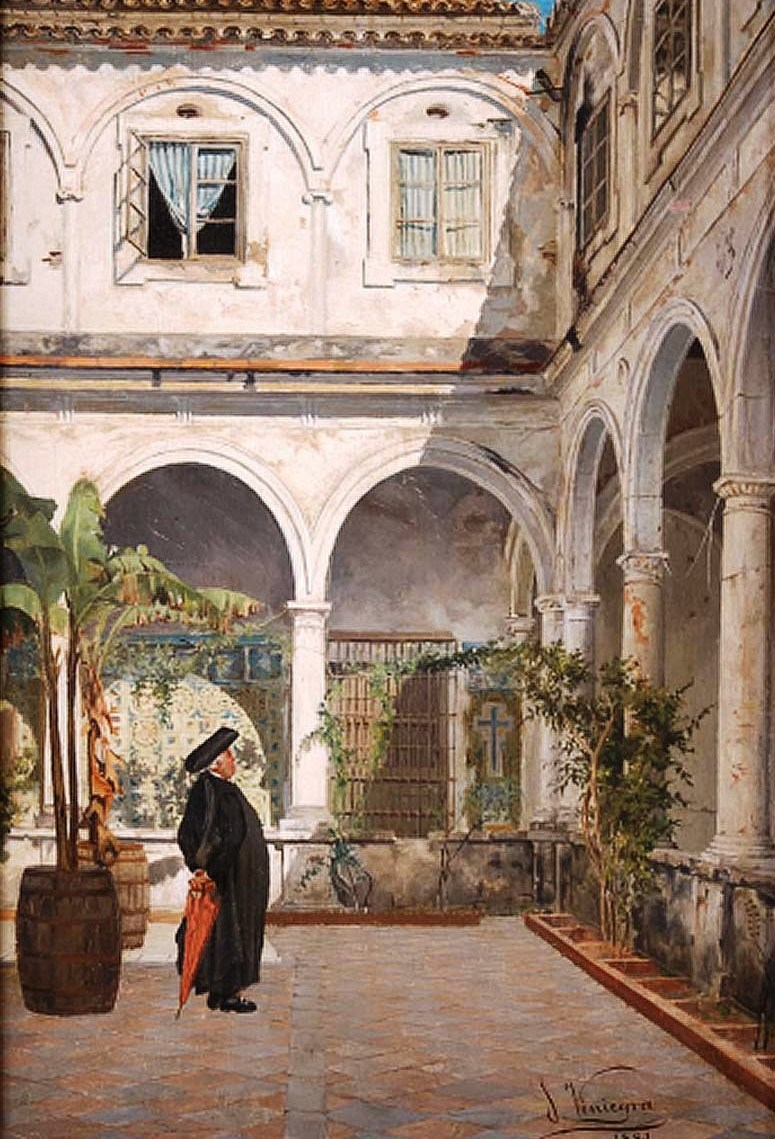
Salvador Viniegra, Patio del Convento de San Francisco de Cádiz (detalle), 1881. Museo de Bellas Artes de Cádiz (España).

Sus primeras obras conocidas son una serie de acuarelas, que dieron origen a un álbum que, en 1877, tuvo bastante éxito. Los años siguientes ganó varios premios de pintura en exposiciones regionales, y realizó un viaje a Roma, donde se dedicó al estudio del dibujo en vivo. 

### Regreso a España
De regreso España en 1882, concursó ese mismo año en la Exposición de Hernández con su cuadro Un patio de Sevilla. Más tarde, concursó con otro cuadro de grandes dimensiones (La bendición de los campos en 1800), expuesto posteriormente en la Exposición Nacional de Bellas Artes de Madrid de 1887 y que le valió la medalla de primera clase del certamen.

### Reconocimientos en vida
En 1890 ganó el concurso para una beca de mérito en la Academia Española de Bellas Artes de Roma, donde residió hasta noviembre de 1896, siendo este periodo italiano el más rico de su vasta obra. En 1891 pintó, como ejercicio de pensionado, una de sus obras más relevantes: el gran lienzo (128 x 225 cm) relativo a Adán y Eva titulado El primer beso (Museo del Prado), sumamente audaz e inusual en su época por el desnudo frontal de Adán y por su actitud sumisa ante el beso de Eva . Viniegra expuso sus obras durante este periodo en Múnich, Roma y Budapest.

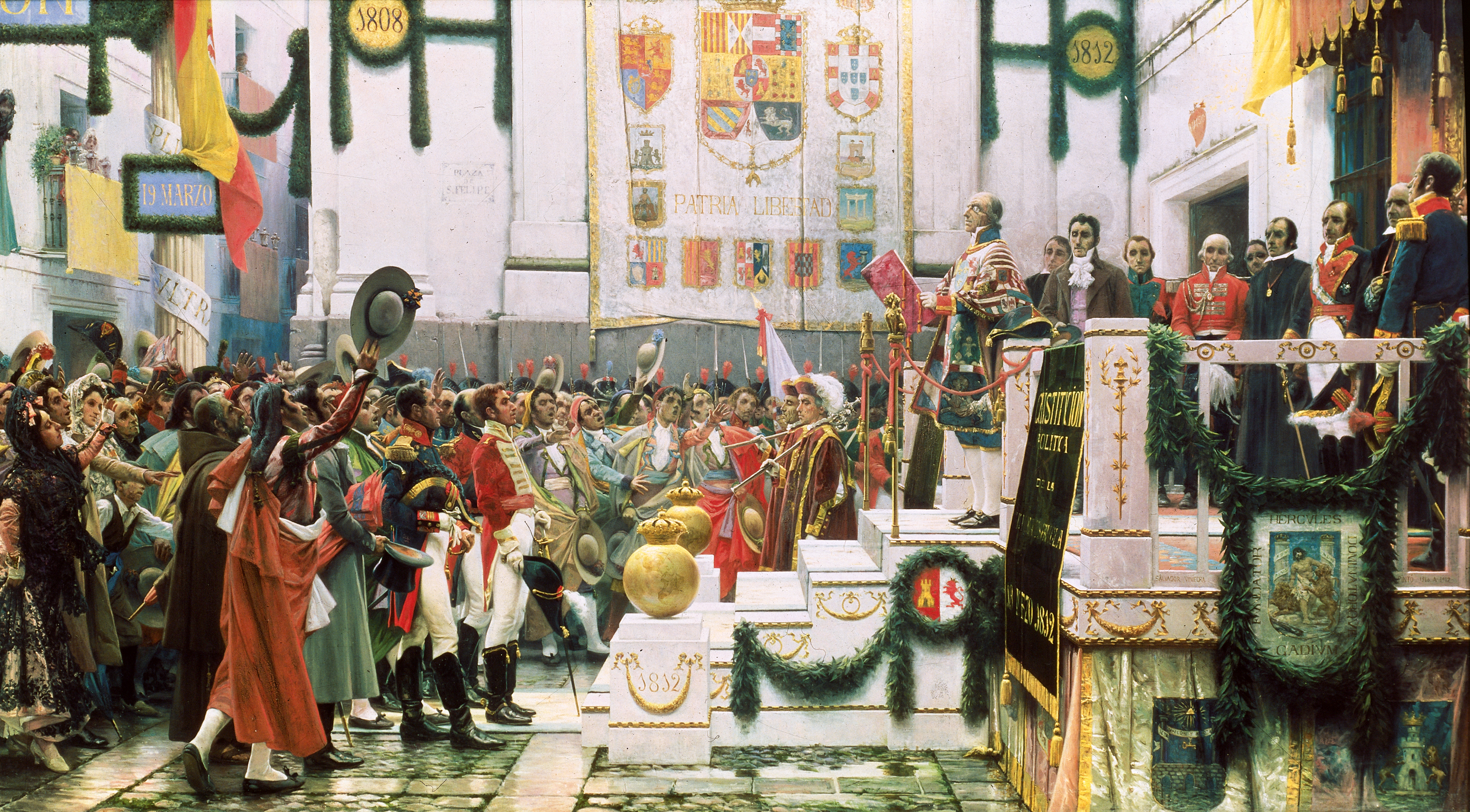
La promulgación de la Constitución de 1812, 1912.

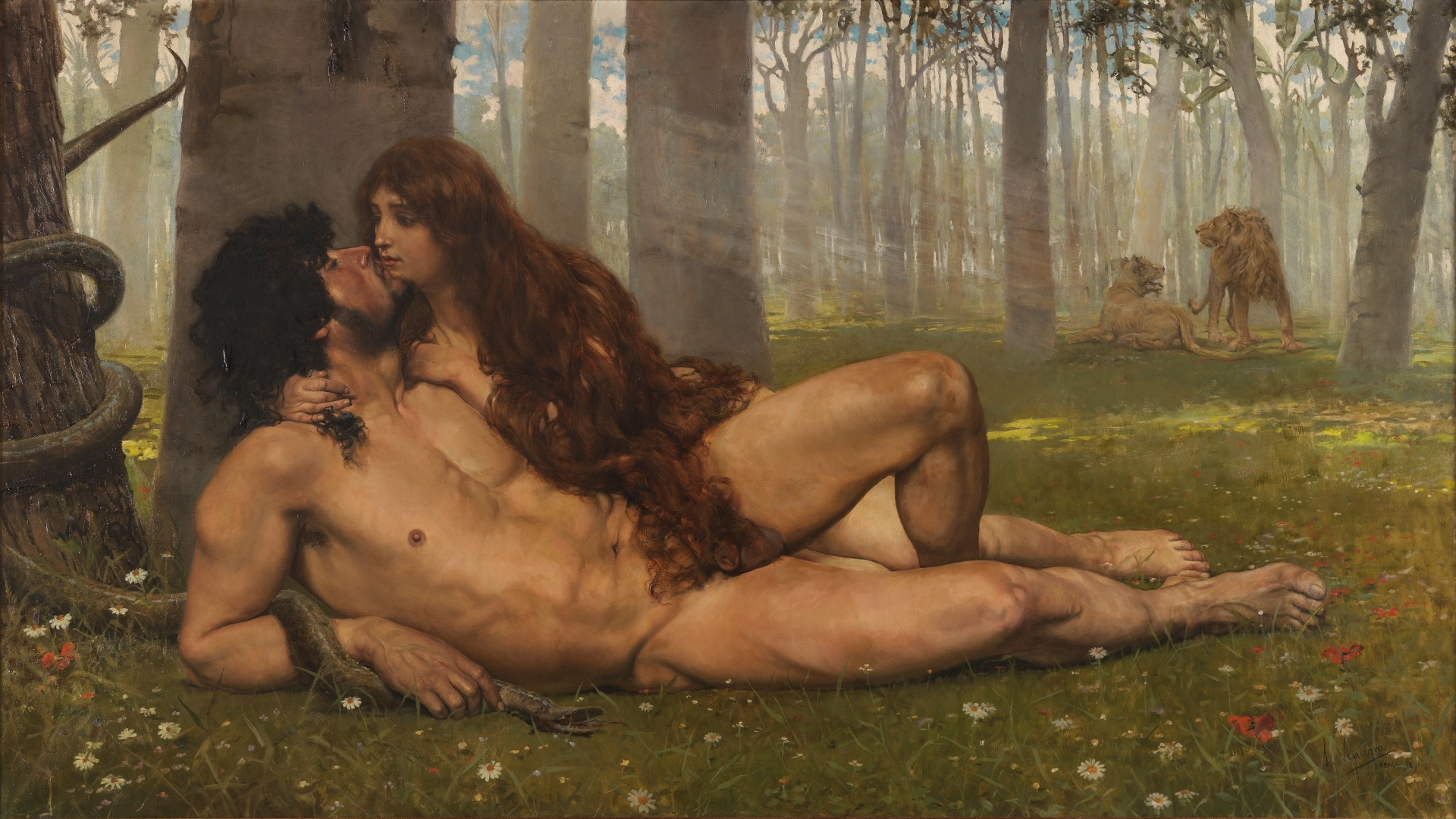
El primer beso, 1891. Museo del Prado.

Sus obras fueron reproducidas incesantemente, lo que hizo de él un pintor muy popular en toda Europa. En 1897 presentó La romería del Rocío en la Sala Dante de Roma, así como en la Exposición Nacional de Bellas Artes de Madrid del mismo año, y en las Exposiciones Internacionales de Múnich y Viena de 1898, donde fue premiado con varias medallas de oro. Este cuadro continuó su carrera internacional al ser contratado por un negociante polaco, que lo expuso en varias ciudades de Europa oriental. El pintor lo cedió al Museo de Arte Moderno de Madrid en 1905.

### Última etapa
Establecido en Madrid, fue nombrado subdirector y conservador del Museo del Prado (1890-1898). Durante esta época se convirtió en un importante mecenas de las artes, especialmente de la música (era un notable violonchelista), procurando ayuda a diversos artistas, entre los que destacan Manuel de Falla y Juan Ruiz Casaux. Falleció en la capital de España el 29 de abril de 1915.